# 2010 UEFA 챔피언스리그 결승전
2009-10년 UEFA 챔피언스리그의 결승전은 스페인 현지 시각으로 2010년 5월 22일에 스페인 마드리드에 위치한 에스타디오 산티아고 베르나베우에서 열린 단판 승부로 55번째 유럽 챔피언을 가리게 되며 대회가 현재의 방식으로 바뀐 이후로는 18번째 결승전이다. 이 경기는 UEFA 챔피언스리그 최초로 주중이 아닌 주말에 열렸다. 결승전은 이탈리아의 인테르나치오날레와 독일의 바이에른 뮌헨이 맞붙게 되면서 2004 결승전 이후 6년 만에 잉글랜드 클럽 없이 치러지는 결승전이 되었다.
이번 경기는 중앙유럽 표준시로 20시 45분에 시작되었으며, 주심은 잉글랜드 출신의 하워드 웹이다. 또한 이 경기는 산티아고 베르나베우에서 열리는 4번째 UEFA 챔피언스 리그 결승전이다. 인테르는 셀틱 FC에 패해 준우승에 머문 1972년 이후 38년 만에 챔피언스리그 결승전에 올라 우승에 도전하였으며, 뮌헨은 2001년 발렌시아 CF를 꺾고 우승을 차지한 이후 9년만이다. 이 경기에서 인테르의 디에고 밀리토가 두 번의 슈팅을 두 골로 모두 성공시키는 대활약으로 득점에 실패한 뮌헨을 꺾고 우승을 차지하였다. 이 경기를 승리하면서 인테르는 전 시즌의 FC 바르셀로나 이후 6번째 트레블 클럽의 위업을 달성했다. 인테르는 이로써 2009-10년 UEFA 유로파리그의 승자인 아틀레티코 마드리드와 UEFA 슈퍼컵에 진출했으며, 2010년 FIFA 클럽 월드컵에 UEFA 대표로 참가할 자격이 주어졌다.

## 개최지 선정
유럽 축구 연맹(UEFA)은 2008년 3월 28일에 리히텐슈타인 파두츠에서 열린 집행위원회 회의에서 2010 UEFA 챔피언스리그 결승전 개최지를 스페인 마드리드에 위치한 에스타디오 산티아고 베르나베우로 선정했다. 에스타디오 산티아고 베르나베우는 레알 마드리드의 홈 구장이기도 하다.

## 결승까지의 경기
| 팀            | 전 | 승 | 무 | 패 | 득 | 실 | 차 | 점수 |
| ------------- | -- | -- | -- | -- | -- | -- | -- | ---- |
| 보르도        | 6  | 5  | 1  | 0  | 9  | 2  | +7 | 16   |
| 바이에른 뮌헨 | 6  | 3  | 1  | 2  | 9  | 5  | +4 | 10   |
| 유벤투스      | 6  | 2  | 2  | 2  | 4  | 7  | −3 | 8    |
| 마카비 하이파 | 6  | 0  | 0  | 6  | 0  | 8  | −8 | 0    |

| 팀               | 전 | 승 | 무 | 패 | 득 | 실 | 차 | 점수 |
| ---------------- | -- | -- | -- | -- | -- | -- | -- | ---- |
| 바르셀로나       | 6  | 3  | 2  | 1  | 7  | 3  | +4 | 11   |
| 인테르나치오날레 | 6  | 2  | 3  | 1  | 7  | 6  | +1 | 9    |
| 루빈 카잔        | 6  | 1  | 3  | 2  | 4  | 7  | −3 | 6    |
| 디나모 키예프    | 6  | 1  | 2  | 3  | 7  | 9  | −2 | 5    |

## 경기
| 바이에른 뮌헨 | 0 - 2  | 인테르나치오날레 |
| ------------- | ------ | ---------------- |
|               | 리포트 | 밀리토 35, 70′   |

| 바이에른 뮌헨 | 인테르나치오날레 |

|              |    |                         |     |     |
|              |    |                         |     |     |
| GK           | 22 | 한스외르크 부트         |     |     |
| RB           | 21 | 필리프 람               |     |     |
| CB           | 5  | 다니엘 판 바위턴        |     |     |
| CB           | 6  | 마르틴 데미첼리스       | 26′ |     |
| LB           | 28 | 홀거 바트슈투버         |     |     |
| CM           | 17 | 마르크 판 보멀 (c)      | 78′ |     |
| CM           | 31 | 바스티안 슈바인슈타이거 |     |     |
| RW           | 10 | 아르연 로번             |     |     |
| AM           | 25 | 토마스 뮐러             |     |     |
| LW           | 8  | 하미트 알튼토프         |     | 63′ |
| CF           | 11 | 이비차 올리치           |     | 74′ |
| 교체 명단:   |    |                         |     |     |
| GK           | 1  | 미하엘 렌징             |     |     |
| DF           | 13 | 안드레아스 괴를리츠     |     |     |
| DF           | 26 | 디에고 콘텐토           |     |     |
| MF           | 23 | 다니옐 프라니치         |     |     |
| MF           | 44 | 아나톨리 티모슈크       |     |     |
| FW           | 18 | 미로슬라프 클로제       |     | 63′ |
| FW           | 33 | 마리오 고메스           |     | 74′ |
| 감독:        |    |                         |     |     |
| 루이스 판 할 |    |                         |     |     |

|             |    |                     |     |       |
|             |    |                     |     |       |
| GK          | 12 | 줄리우 세자르       |     |       |
| RB          | 13 | 마이콩              |     |       |
| CB          | 6  | 루시우              |     |       |
| CB          | 25 | 왈테르 사무엘       |     |       |
| LB          | 26 | 크리스티안 키부     | 30′ | 68′   |
| CM          | 4  | 하비에르 사네티 (c) |     |       |
| CM          | 19 | 에스테반 캄비아소   |     |       |
| AM          | 10 | 베슬레이 스네이더르 |     |       |
| RF          | 9  | 사뮈엘 에토         |     |       |
| CF          | 22 | 디에고 밀리토       |     | 90+2′ |
| LF          | 27 | 고란 판데프         |     | 79′   |
| 교체 명단:  |    |                     |     |       |
| GK          | 1  | 프란체스코 톨도     |     |       |
| DF          | 2  | 이반 코르도바       |     |       |
| DF          | 23 | 마르코 마테라치     |     | 90+2′ |
| MF          | 5  | 데얀 스탄코비치     |     | 68′   |
| MF          | 11 | 설리 알리 문타리    |     | 79′   |
| MF          | 17 | 맥도널드 마리가     |     |       |
| FW          | 45 | 마리오 발로텔리     |     |       |
| 감독:       |    |                     |     |       |
| 조제 모리뉴 |    |                     |     |       |

| UEFA 선정 최우수 선수: 디에고 밀리토 (인테르나치오날레) 팬 선정 최우수 선수: 베슬레이 스네이더르 (인테르나치오날레) 부심: 마이크 멀러키 (터치라인) (잉글랜드) 대런 칸 (터치라인) (잉글랜드) 제4심: 마틴 앳킨슨 (잉글랜드) 대기심: 피터 커컵 (잉글랜드) |

### 통계
|            | 바이에른 뮌헨 | 인테르나치오날레 |
| ---------- | ------------- | ---------------- |
| 득점       | 0             | 1                |
| 슈팅       | 10            | 7                |
| 유효 슈팅  | 1             | 4                |
| 점유율     | 67%           | 33%              |
| 코너킥     | 2             | 0                |
| 반칙       | 8             | 6                |
| 오프사이드 | 0             | 0                |
| 경고       | 1             | 1                |
| 퇴장       | 0             | 0                |

|            | 바이에른 뮌헨 | 인테르나치오날레 |
| ---------- | ------------- | ---------------- |
| 득점       | 0             | 1                |
| 슈팅       | 11            | 4                |
| 유효 슈팅  | 5             | 3                |
| 점유율     | 69%           | 31%              |
| 코너킥     | 4             | 2                |
| 반칙       | 8             | 7                |
| 오프사이드 | 0             | 0                |
| 경고       | 1             | 0                |
| 퇴장       | 0             | 0                |

|            | 바이에른 뮌헨 | 인테르나치오날레 |
| ---------- | ------------- | ---------------- |
| 득점       | 0             | 2                |
| 슈팅       | 21            | 11               |
| 유효 슈팅  | 6             | 7                |
| 점유율     | 68%           | 32%              |
| 코너킥     | 6             | 2                |
| 반칙       | 16            | 13               |
| 오프사이드 | 0             | 0                |
| 경고       | 2             | 1                |
| 퇴장       | 0             | 0                |

## 같이 보기
- 2009-10년 UEFA 챔피언스리그
- 2010년 UEFA 슈퍼컵
- 2010년 FIFA 클럽 월드컵